# باندا الحكيم
باندا الحكيم مسلسل رسوم متحركة متحركة صيني . عرض لأول مره بين عامي 1987 - 1988 . تمت دبلجة المسلسل للغة العربية بواسطة المركز العربي للخدمات السمعية والبصرية .

## القصة
هو مسلسل رسوم متحركة يقوم فيه دب الباندا حكيم بحكاية قصص ذات حكم وعبر لأطفاله.